# Comité des Délégations Juives
Das Comité des Délégations Juives (auprès de la Conference de la Paix) (englisch Committee of Jewish Delegations) war eine vor dem Hintergrund der Pariser Friedenskonferenz 1919 entstandene internationale Organisation zur Vertretung der jüdischen Interessen in Europa. Sie ging 1936 im Jüdischen Weltkongress auf.

## Entstehung
Das Komitee entstand 1919 im Zuge der Verhandlungen der Pariser Friedenskonferenz. Bereits im Dezember 1918 gab es in zionistisch gesinnten Kreisen Bestrebungen eine Versammlung von Vertretern jüdischer Nationalräte insbesondere aus dem Osten Europas abzuhalten. Dabei sollte über jüdische Forderungen für den bevorstehenden Frieden beraten werden. Anfangs traf man sich in der Schweiz. Später wechselte man nach Paris über.
Nicht nur aus den östlichen Staaten auch aus dem Westen waren jüdische Vertreter in Paris anwesend. Julian Mack vom American Jewish Congress übernahm die Präsidentschaft der Versammlung. Auch Vertreter der in London ansässigen Zionistenkonferenz waren anwesend. Zu Beginn war man bestrebt, auch die nichtzionistischen Organisationen wie die Alliance Israélite Universelle und das britische Joint Foreign Committee mit einzubeziehen. Teilweise aus den eigenen Reihen, insbesondere von Vertretern aus Osteuropa, kam dagegen Widerstand. Auf der anderen Seite lehnten die britischen und französischen Vertreter nationale Forderungen ab. Bei einem Treffen beider Seiten forderten die Komiteemitglieder kulturelle und sprachliche Autonomie, Minderheitenrepräsentation und ungehinderte lokale Organisation der Minderheiten. Auch unter den amerikanischen Delegierten gab es dagegen Vorbehalte. Eine Zusammenarbeit kam nicht zustande. Insgesamt beanspruchten die Delegierten, die Rechte von 10 Millionen Juden zu vertreten.
Die Versammlung gliederte sich in ein Präsidium und ein Generalsekretariat. Daneben entstanden vier Kommissionen. Dies waren die politische Kommission, die Programmkommission, die Presse- und Propagandakommission und die Entschädigungs- und Wiederaufbaukommission. Vorsitzender war zunächst der Amerikaner Julian Mack und danach Louis Marshall. Die eigentliche treibende Persönlichkeit war Nachum Sokolow, der im Juli 1919 auch Vorsitzender wurde. Leiter der Presse- und Propagandakommission wurde Leon Reich. Bis zu seinem Tode 1933 spielte auch Leo Motzkin eine bestimmende Rolle in der Organisation.

## Festschreibung von Minderheitenrechten
In der französischen Öffentlichkeit fanden die Bestrebungen kaum Gehör. Gleichzeitig begannen Vertreter des Komitees aber mit den bei den Friedenskonferenzen vertretenen Mächten zu verhandeln. Das Komitee erarbeitete eine Denkschrift über Minoritätenrechte in den neu erstandenen oder in ihren Grenzen teilweise stark veränderten Staaten in Ostmittel-, Südost- und Osteuropa und reichte diese ein. Darin wurde das Prinzip des (kulturellen) Nationalitätenrechts auf der Grundlage von Gruppenautonomie festgeschrieben.
Große Energie verwandte man darauf, die jüdischen Rechte im entstehenden polnischen Staat zu verankern. Zu den Fragen gehörten auch die rechtliche Anerkennung des Sabbats und die Möglichkeit für Juden, am Sonntag zu arbeiten. Diese und andere Rechte etwa hinsichtlich der Schulen sollten in Minoritätenklauseln der einzelnen Verträge festgeschrieben werden.
Obwohl nicht alle Fragen aus Sicht der Delegierten befriedigend geklärt werden konnten, bedeutete allein die Schaffung des Minoritätenstatus und die Anerkennung der jüdischen Eigenartigkeit und Existenzberechtigung im polnischen Vertrag einen Fortschritt.
Die amerikanische Delegation reiste danach ab. Die Arbeit des Komitees wurde aber fortgesetzt. Die Leitung übernahm nun Sokolow. in der Folge ging es um ähnliche Rechte etwa in Jugoslawien, Griechenland, der Tschechoslowakei oder Rumänien. Es gelang Minderheitenrechte für eine Reihe ost- und südosteuropäische Staaten zu vereinbaren. Im Vertrag von Seuvres von 1920 wurden derartige Rechte auch für die Türkei festgeschrieben. Daneben ging es auch darum, die Öffentlichkeit über die antijüdischen Bewegungen und Pogrome im östlichen Europa zu informieren.

## Weitere Entwicklung
Allerdings blieb unklar, was bei Verstößen gegen die Klauseln geschehen könnte. Zuständig für die Minderheiten sollten der Völkerbundrat sein und auch der Internationale Gerichtshof konnte angerufen werden. Der Erfolg war indes zweifelhaft. Es wurde schließlich eine komplizierte Vorgehensweise vereinbart. Über Petitionen konnte die Verletzung von Minderheitenrechten vor den Völkerbundrat gebracht werden. Diese konnte aber nur durch ein Völkerbundmitglied oder eine anerkannte Organisation geschehen. Dazu gehörte auch das Comité des Délégations Juives. Entsprechende Positionen wurden in den betroffenen Staaten nicht selten als Einmischung in die inneren Angelegenheiten betrachtet.
In den folgenden Jahrzehnten blieb die Organisation Sachwalter jüdischer Rechte insbesondere im östlichen Europa. Finanziert wurden die Bemühungen vornehmlich durch zionistische Organisationen. Seit 1925 kooperierte das Komitee mit dem Europäischen Nationalitätenkongress. Reorganisiert wurde die Organisation 1927. Am Sitz des Völkerbundes in Genf wurde ein ständiger Rat für jüdische Minderheitenrechte eingerichtet.

## Zeit des Nationalsozialismus
Nach Beginn der nationalsozialistischen Herrschaft und erster Übergriffe gegen Juden im Deutschen Reich nutzte das Komitee die im Deutsch-polnischen Abkommen über Oberschlesien garantierten jüdischen Minderheitenrechte, um Deutschland international unter Druck zu setzen. Dazu diente die Bernheim-Petition an den Völkerbund. Darin wurden die antijüdischen Maßnahmen der deutschen Regierung beklagt und ihr vorgeworfen, das deutsch-polnische Abkommen über Oberschlesien von 1922 zu brechen. Der Völkerbund wurde aufgefordert, die deutsche Regierung zum Ende ihres antisemitischen Vorgehens in Oberschlesien zu veranlassen und darauf zu drängen, dass Deutschland Wiedergutmachung leistet. Für Oberschlesien gelang es nach langen Verhandlungen tatsächlich Erfolge zu erzielen. Diese Sonderbedingungen endeten spätestens 1937 mit dem Auslaufen des deutsch-polnischen Vertrages.
An der Verfolgung der Juden im übrigen Deutschland änderten die Ergebnisse ohnehin nichts. Bereits 1933 hatte das Komitee unter seinem Präsidenten Leo Motzkin ein Buch über die Verfolgung der Juden in Deutschland in Auftrag gegeben. Es erschien nach Motzkins Tod 1934 unter seinem Namen in Paris:  Das Schwarzbuch: Tatsachen und Dokumente; Die Lage der Juden in Deutschland 1933.  Darin hatten der Redakteur Rudolf Olden und seine Mitarbeiter die antijüdischen Maßnahmen des NS-Regimes des Jahres 1933 aufgelistet.
Das Comité des Délégations Juives ging 1936 schließlich im Jüdischen Weltkongress auf.

## Publikationen
- Leo Motzkin und Comité des Délégations Juives (Hrsg.): Das Schwarzbuch : Tatsachen und Dokumente ; Die Lage der Juden in Deutschland 1933.  Redaktion Rudolf Olden, Paris 1934. Ein Nachdruck erschien 1983 als Taschenbuch bei Ullstein, Frankfurt 1983. ISBN 3-550-07960-5. Dazu erschien 1983 eine Rezension von Julius H. Schoeps in der Zeit.[2]